# Franciszek Filipski

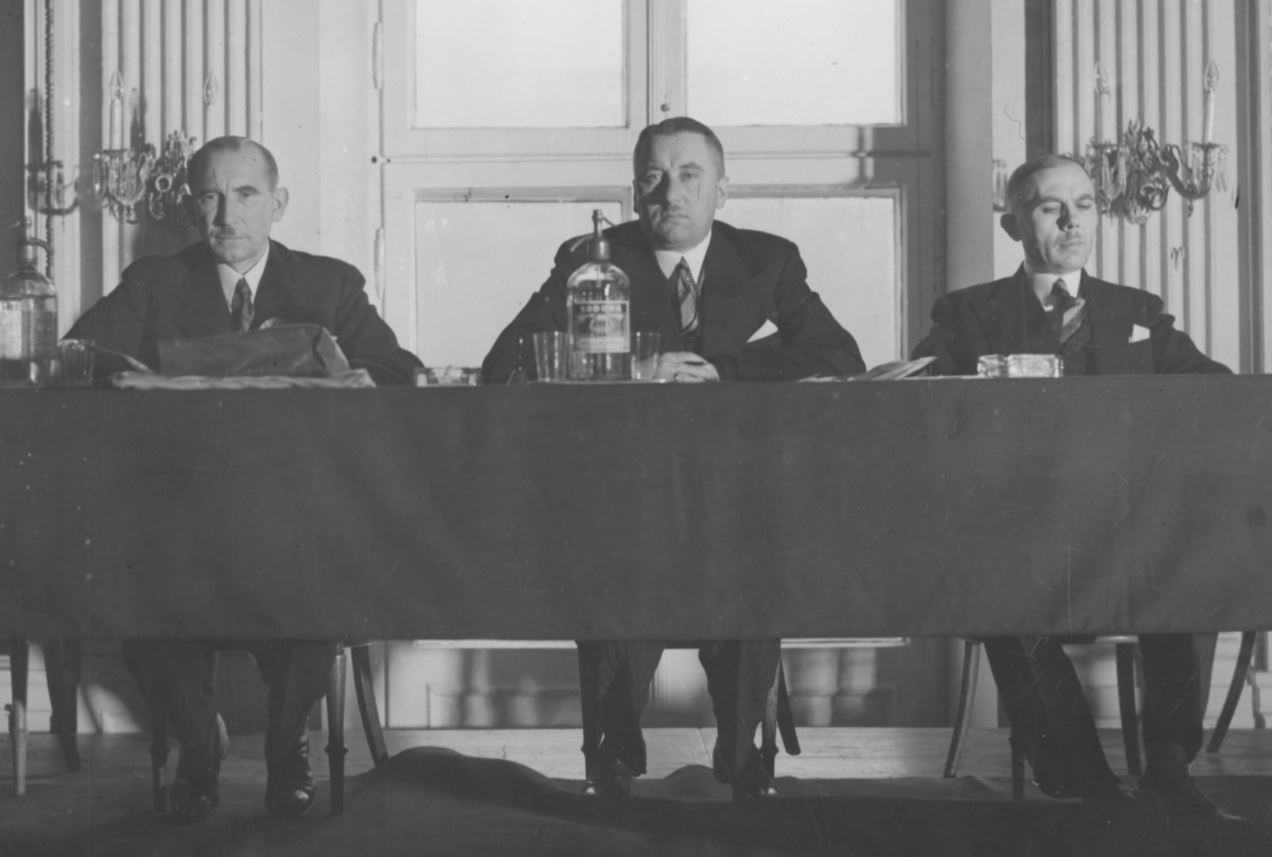
Prezydium Zjazdu delegatów Związków Zawodowych Pracowników Samorządu Terytorialnego RP w Warszawie (1936). Od lewej: Antoni Pacholczyk, Franciszek Filipski, J. Barański.

Franciszek Hipolit Filipski, ps. Snop (ur. 1 sierpnia 1893 w Wierzbicy k. Płońska, zm. 25 kwietnia 1944 w Skierniewicach) – polski samorządowiec, w latach 1931–1939 burmistrz Skierniewic, poseł na Sejm V kadencji (1938–1939). 

## Życiorys
Urodził się w ziemiańskiej rodzinie Jana i Marii z Żukowskich. Uzyskał wykształcenie w gimnazjum Polskiej Macierzy Szkolnej w Warszawie (uczęszczał tam w latach 1905–1907) i na kursach księgowości tamże (1913–1914). W czasie I wojny światowej (od 1915 do 1916) pracował jako nauczyciel w szkole wiejskiej, był także sekretarzem gminy Grzymkowice. Działał w Polskiej Organizacji Wojskowej. Od 1921 do 1931 pełnił funkcję wójta gminy Grzymkowice, następnie, aż do wybuchu II wojny światowej, burmistrza pobliskich Skierniewic. Był członkiem Rady Powiatowej i Sejmiku Powiatowego,  współzałożycielem i wiceprzewodniczącym Związku Gmin RP. Zasiadał w zarządzie głównym Związku Zawodowego Pracowników Samorządu Terytorialnego RP. Działał politycznie w Bezpartyjnym Bloku Współpracy z Rządem, przewodnicząc jego radzie powiatowej i w Obozie Zjednoczenia Narodowego, zasiadając w jego radzie obwodowej. 
W latach 1938–1939 sprawował mandat posła na Sejm V kadencji z okręgu Skierniewice. Podczas okupacji niemieckiej, nadal piastował stanowisko burmistrza. Działał w Radzie Głównej Opiekuńczej, zachowując związki z polskim podziemiem. Zmarł wiosną, 1944. Spoczywa obok żony na cmentarzu Parafii Św. Jakuba Apostoła w Skierniewicach (sektor 13-1a-2). 

## Życie prywatne
Od 1916 żonaty z Julią z Sobczyńskich (1895–1967). Ich synowie Tadeusz (1919–1985) i Jerzy (1921–2008) byli urzędnikami państwowymi. Mieli też córkę Zofię (1924–1926).

## Ordery i odznaczenia
- Złoty Krzyż Zasługi (przed 1938)
- Brązowy Krzyż Zasługi (15 stycznia 1928)[2]